# I’ll Cry If I Want To
I’ll Cry If I Want To — дебютный студийный альбом американской певицы Лесли Гор, выпущенный в 1963 году на лейбле Mercury Records. Наиболее известными синглами альбома являются «It’s My Party», который сумел достичь первого места в американском чарте, и «Judy’s Turn to Cry». Также определённый успех имели синглы «Cry», «Just Let Me Cry» и «Cry and You Cry Alone». Альбом достиг 24 места в чарте Billboard 200. В 2000 году диск был переиздан на CD лейблом Edsel Records вместе со вторым студийным альбомом певицы — Lesley Gore Sings of Mixed-Up Hearts. Альбом занял 181 место в списке Pitchfork «Лучшие альбомы 1960-х годов».

## Список композиций
1. «It’s My Party» (Уолли Голд[англ.], Джон Глак мл., Херб Уэйнер) — 2:20
2. «Cry Me a River» (Артур Гамильтон) — 2:14
3. «Cry» (Черчилл Колман) — 2:05
4. «Just Let Me Cry» (Бен Ралейг) — 2:18
5. «Cry and You Cry Alone» — 2:02
6. «No More Tears (Left to Cry)» (Марк Баркан) — 2:23
7. «Judy’s Turn to Cry[англ.]» (Беверли Росс[англ.], Эдна Льюис) — 2:23
8. «I Understand»(Ким Гэннон, Мейбл Вэйн) — 1:53
9. «I Would» (Курт Фелтц, Эдна Льюис, Вернер Шарфенбергер) — 2:24
10. «Misty» (Эрролл Гарнер, Джонни Берк) — 2:19
11. «What Kind of Fool Am I?[англ.]» (Лесли Брикасс, Энтони Ньюли) — 1:43
12. «The Party’s Over[англ.]» (Джул Стайн, Бетти Комден, Адольф Грин) — 2:00

## Позиция в чартах
Альбом
| Год  | Чарт             | Позиция |
| ---- | ---------------- | ------- |
| 1963 | US Billboard 200 | 24      |

Синглы
| Год  | Сингл                | Чарт                 | Позиция |
| ---- | -------------------- | -------------------- | ------- |
| 1963 | «It’s My Party»      | US Billboard Hot 100 | 1       |
| 1963 | «It’s My Party»      | US R&B Singles       | 1       |
| 1963 | «Judy’s Turn to Cry» | US Billboard Hot 100 | 5       |
| 1963 | «Judy’s Turn to Cry» | US R&B Singles       | 10      |